# Nemzetközi Agrártörténeti Bibliográfia
A Nemzetközi Agrártörténeti Bibliográfia (latinul: Bibliographia Historiae Rerum Rusticarum Internationalis), nemzetközi rövidítéssel BHRRI egy Magyarországon megjelent, számos évfolyamból álló mezőgazdaságtudománnyal kapcsolatos könyvészeti szakmunka.

## Története
Közvetett előzménye az 1934 és 1968 között készült A magyar mezőgazdasági szakirodalom könyvészete, ez nemzetközi anyagot nem tartalmaz. Közvetlen előzménye a Gunst Péter szerkesztésében megjelent kis nemzetközi agrártörténeti bibliográfia (1954–1955) volt az Agrártörténeti Szemle első évfolyamában.
A könyvsorozatként meginduló Nemzetközi Agrártörténeti Bibliográfiát ugyancsak Gunst szerkesztette, kiadását a Magyar Mezőgazdasági Múzeum indította el 1964-ben. Az első kötet az 1960. és 1961. év anyagát dolgozta fel. A mű az önállóan, illetve a periodikákban megjelent agrártörténeti tárgyú publikációkat gyűjtötte össze. A gyűjtőkörébe következő területek tartoztak: halászat, vadászat, gyűjtögetés, a növénytermesztés és az állattenyésztés valamennyi ágazata, az agrárökonomia és az agrárpolitika történetére vonatkozó nemzetközi irodalom. A nemzetközi szinten is kiemelkedőnek számító kiadvány a Magyar Mezőgazdasági Múzeum külföldi országokkal való együttműködése során jelenhetett meg. A kiadvány komolyságát mutatja, hogy már az I. kötet is 90-nél több ország mezőgazdaság-történetére ad könyvcímeket, az V. kötet pedig nem kevesebb, mint 5 földrész 126 országának könyveit gyűjtötte. Az 1991–1992-es kötet címanyagát 630 külföldi és 170-féle magyar periodikából nyerték.
Gunst Péter 1977-ig szerkesztette a sorozatot.
A III. kötettől kezdve a korábbi kötetek tartalmára vonatkozó kiegészítések is helyet kaptak a műben. Az 1980-as években a múzeum bibliográfusain kívül számos nemzetközileg elismert tudós, illetve kutatóhely,  Hollandiától a Szovjetunióig, Japántól az Amerikai Egyesült Államokig működött közre az anyag gyűjtésében.
A sorozat 2003-ig létezett. Az 1965 és 1997 között megjelent kötetek a Mezőgazdasági Könyvtár honlapján és az Arcanum Újságok honlapján elérhetők. Az utolsó, 2000. évig terjedő időszakot tartalmazó kötet már csak CD-lemezen jelent meg.
A sorozat megszűnésének oka a lecsökkent számú múzeumi bibliográfiai csoport, illetve a világhálón meginduló nagy mennyiségű információáramlás, illetve a külföldi országokban kiépülő komoly elektronikus adatbázisok megjelenése volt. A későbbi időszak kizárólag magyar anyagának egy részét tartalmazza a 2015-ben megjelent Válogatott magyar agrártörténeti bibliográfia I. 2002–2005. (szerk. Gergely Gábor, In: A Magyar Mezőgazdasági Múzeum Közleményei 2013–2015, Magyar Mezőgazdasági Múzeum Kiadása, Budapest, 2015, 309-360. o.).

## A gyűjtött témakörök rendszere
Az első kötet elején közölt szakcsoport-rendszer szerint:
- I. Agrártörténeti vonatkozású bibliográfiák, katalógusok.
- II. Agrártörténeti módszertan, az agrárörténetírás története.
- III. Általános és összefoglaló munkák.
  - A) Összefoglaló gazdaságtörténeti munkák.
  - B) Az agrárélet története általában. Átfogó helytörténeti munkák.
- IV. Mezőgazdasági termelés és termeléstechnika.
  - A) A mezőgazdálkodás természeti feltételei (éghajlat, időjárás, elemi csapások, talaj, földfelszíni formák, vizek).
  - B) Gyűjtögetés. Vadászat. Halászat, halgazdaság.
  - C) Erdészet. Nádgazdálkodás.
  - D) Növénytermesztés általában (talajjavítás, trágyázás, vízszabályozás, öntözés, talajművelés, gyomnövények, növényellenségek, az ellenük való védekezés, kultúrnövények meghonosítása, nemesítés).
  - E) Szántóföldi növénytermesztés (gabonafélék, kapás- és ipari növények: fajták, vetés, ápolás, betakarítás).
  - F) Kertészet (zöldség-, gyümölcs- és díszkertek), ültetvényes gazdálkodás. (Kultúrnövények, azok fajtái, ültetése, ápolása, betakarítása.)
  - G) Szőlőművelés, borászat.
  - H) Legelők, legelőművelés, legelőhasználat. Rétművelés, szénakészítés.
  - I) Állattenyésztés (állategészségügy, domesztikáció, öröklés, nemesítés. Haszonállatok: fajták, szaporítás, tartásmód, hasznosítás).
  - J) A mezőgazdasági termelvények felhasználása (a háztartásban, a mezőgazdasági üzemben, a mezőgazdasági iparban).
  - K) Település, településformák (háztáj és határbeosztás).
- V. Agrárökonómia. (A mezőgazdaság összefüggéseiben, földművelési és állattenyésztési formák, rendszerek, a termelés tényezőinek szerepe, munkaviszonyok, tőke, hitel, intenzitás. Egyéni és kollektív gazdálkodás. Üzemszervezés, üzemgazdaság. Önellátás és árutermelés, piac, árak, forgalom. Jövedelmezőség).
- VI. Agrártársadalom. (Mezőgazdasági népesség, demográfia, földtulajdon és birtoklás. Az agrártársadalom osztályai, rétegei. Jogi, társadalmi helyzetük, életmódjuk, egymáshoz való viszonyuk, az agtártársadalom dinamizmusa, érdekképviseletek, közösségek.)
- VII. Agrárpolitika. Agrárjog. Mezőgazdasági közigazgatás.
- VIII. A mezőgazdasági művelődés (műveltség, oktatás, agrártudomány).

## Kötetei
- 1960-as évek: 1960–1961, 1962–1963, 1964, 1965, 1966, 1967–1968, 1969–1970
- 1970-es évek: 1971–1972, 1973–1974, 1975–1976, 1977–1978, 1979–1980
- 1980-as évek: 1981–1982, 1983–1984, 1985–1986, 1987–1988, 1989–1990
- 1990-es évek: 1991–1992, 1993–1994, 1995–1997, 1998–2000 ?